# Episodi di Smash (prima stagione)
La prima stagione della serie televisiva Smash, composta da 15 episodi, è stata trasmessa in prima visione assoluta negli Stati Uniti d'America da NBC dal 6 febbraio al 14 maggio 2012; il debutto televisivo è stato preceduto dalla distribuzione online dell'episodio pilota, diffuso attraverso varie piattaforme dal 16 gennaio 2012.
In Italia la stagione è stata trasmessa in prima visione dal canale pay Mya dal 19 febbraio al 27 maggio 2012; nella stessa data Mediaset Premium ha reso disponibile anche free to air su Premium Anteprima il primo episodio della stagione. In chiaro è stata trasmessa da La5 dal 30 novembre 2012 all'11 gennaio 2013.
| nº | Titolo originale   | Titolo italiano    | Prima TV USA     | Prima TV Italia  |
| -- | ------------------ | ------------------ | ---------------- | ---------------- |
| 1  | Pilot              | Sognando Marilyn   | 6 febbraio 2012  | 19 febbraio 2012 |
| 2  | The Callback       | Il secondo provino | 13 febbraio 2012 | 26 febbraio 2012 |
| 3  | Enter Mr. DiMaggio | Entra Joe DiMaggio | 20 febbraio 2012 | 4 marzo 2012     |
| 4  | The Cost of Art    | Il costo dell'arte | 27 febbraio 2012 | 11 marzo 2012    |
| 5  | Let's Be Bad       | Senza inibizioni   | 5 marzo 2012     | 18 marzo 2012    |
| 6  | Chemistry          | Alchimie           | 12 marzo 2012    | 25 marzo 2012    |
| 7  | The Workshop       | Il workshop        | 19 marzo 2012    | 1º aprile 2012   |
| 8  | The Coup           | Colpo basso        | 26 marzo 2012    | 8 aprile 2012    |
| 9  | Hell on Earth      | Hell on Earth      | 2 aprile 2012    | 15 aprile 2012   |
| 10 | Understudy         | La sostituta       | 9 aprile 2012    | 22 aprile 2012   |
| 11 | The Movie Star     | La star del cinema | 16 aprile 2012   | 29 aprile 2012   |
| 12 | Publicity          | Pubblicità         | 23 aprile 2012   | 6 maggio 2012    |
| 13 | Tech               | Allestimento       | 30 aprile 2012   | 13 maggio 2012   |
| 14 | Previews           | L'anteprima        | 7 maggio 2012    | 20 maggio 2012   |
| 15 | Bombshell          | La bomba           | 14 maggio 2012   | 27 maggio 2012   |